# Akdeniz (Schiff, 1955)
Die Akdeniz war ein 1955 in Dienst gestelltes Passagierschiff der türkischen Türkiye Denizcilik İşletmeleri. Das später auch für Kreuzfahrten genutzte Schiff blieb bis 1996 in Fahrt und wurde anschließend als stationäres Ausbildungsschiff genutzt, ehe es im September 2015 nach einer sechzigjährigen Laufbahn zum Abbruch im türkischen Aliağa eintraf.

## Geschichte
Die Akdeniz entstand unter der Baunummer 1293 bei der AG Weser in Bremen und wurde am 1. September 1955 vom Stapel gelassen. Nach ihrer Ablieferung an die Türkiye Denizcilik İşletmeleri (T.D.I.) am 31. Dezember 1955 nahm sie den Liniendienst von Istanbul entlang der türkischen Küste ins Schwarze Meer auf. Ihr jüngeres Schwesterschiff war die 1956 in Dienst gestellte und 1987 abgewrackte Karadeniz.
Im späteren Verlauf ihrer Karriere wurde die Akdeniz für Kreuzfahrten eingesetzt. Von 1988 bis 1989 besaß sie eine schwarze Rumpfbemalung, ehe sie wieder weiß gestrichen wurde. Ab 1991 unternahm das Schiff mehrere Fahrten für den deutschen Reiseanbieter Phoenix Reisen.
Nach 41 Jahren im Dienst wurde die Akdeniz 1996 ausgemustert und an die türkische Marine verkauft, um ab Juli 1997 als stationäres Schulschiff für die Marineakademie in Tuzla eingesetzt zu werden. Ab 2006 wurde sie zudem als Wohnschiff für Studenten genutzt.
Nachdem die Unterhaltskosten des Schiffes zu teuer geworden waren, beschloss die Marineakademie im September 2015 den Verkauf zum Verschrotten. Noch im selben Monat traf die Akdeniz in Aliağa ein. Die Abbrucharbeiten waren bis zum Frühjahr 2016 beendet. Der Hauptmast sowie Einrichtungsgegenstände des Schiffes wurden vor dem Abbruch entfernt, um auf dem Universitätsgelände in Tuzla ausgestellt zu werden.